# José Gottardi Cristelli
José Gottardi Cristelli S.D.B. (Baselga di Pinè, Trentino, 21. rujna 1923. – Montevideo, 7. ožujka 2005.), urugvajski katolički svećenik i nadbiskup.

## Životopis
Rođen je u mjestu Baselga di Pinè, u autonomnoj pokrajini Trentino, 21. rujna 1921. Godine 1929. preselio se s roditeljima i troje braće u Urugvaju. Za svećenika je zaređen 15. listopada 1950. kao salezijanac. Dana 1. ožujka 1972. imenovan je naslovnim biskupom od Bellicastruma te za pomoćnog biskupa Mercedesa. Tri godine kasnije postaje pomoćni biskup Montevidea. 
Dana 5. lipnja 1985. imenovan je nadbiskupom Montevidea. U mirovinu s toga položaja odlazi 1998. godine. Dva puta je obnašao dužnost predsjednika Biskupske konferencije Urugvaja. Umro je od raka u Montevideu 7. ožujka 2005.